# Distrikt Ivittuut
Ivittuut ist seit 2009 ein grönländischer Distrikt in Westgrönland. Er ist deckungsgleich mit der von 1950 bis 2008 bestehenden Gemeinde Ivittuut.

## Lage
Der Distrikt Ivittuut ist mit Abstand der kleinste Grönlands. Er befindet sich auf einer zweigeteilten Halbinsel zwischen den Fjorden Ilorput (Arsukfjord) im Norden und Qoornoq im Süden. Der Distrikt ist vollkommen vom Distrikt Paamiut umschlossen.

## Geschichte
Die Gemeinde Ivittuut entstand 1950 durch die Dekolonialisierung des Kolonialdistrikts Frederikshaab, die hauptsächlich zur Gemeinde Paamiut wurde.
1951 übernahm Dänemark die bisher von den USA betriebene Militärbasis Bluie West Seven und es entstand die Station Kangilinnguit, die als Sitz von Grønlands Kommando fungierte.
1987 endete der Kryolithabbau in Ivittuut und die Stadt verlor an Bedeutung und die Bevölkerung wanderte ab. 2009 wurde die Gemeinde bei der Verwaltungsreform in die Kommuneqarfik Sermersooq integriert. 2012 wurde Grønlands Kommando aufgelöst und auch Kangilinnguit wurde abgesiedelt, womit der Distrikt heute unbevölkert ist.

## Orte
Die Stadt Ivittuut ist seit 2012 endgültig verlassen. Der einzige andere Ort im Distrikt ist die zur gleichen Zeit aufgegebene Station Kangilinnguit, die seit 2019 vollständig unbewohnt ist. Damit hat der Distrikt derzeit keine Einwohner mehr.

## Wappen
Das Wappen ist horizontal blau-weiß geteilt und zeigt zwei Polarfüchse in verwechselten Farben. Die Füchse sollen den Weißfuchs und den Blaufuchs zeigen. Die Zweiteilung des Wappens symbolisiert die zwei Gemeindebestandteile Ivittuut und Kangilinnguit. Das Wappen wurde 1975 angenommen.

## Bevölkerungsentwicklung
Die Einwohnerzahl des Distrikts war sehr sprunghaft.